# Johann Gottlieb Freyer
Johann Gottlieb Freyer (* 1811 in Dobraschütz; † 4. März 1909) war ein deutscher Lehrer und Autor.

## Leben und Wirken
Nach dem Schulbesuch und einer pädagogischen Ausbildung wurde Freyer 1853 Hilfslehrer in Wurzen. Im darauffolgenden Jahr 1854 wechselte er als zweiter ständiger Lehrer an die erste Bürgerschule in Wurzen und 1863 als Lehrer an die zweite Armenschule in Leipzig. Ab 1869 war Freyer Lehrer an der 2. Bürgerschule in Leipzig. Später wurde er zum Oberlehrer ernannt. Er erwarb sich um den Leipziger und um den Sächsischen Lehrerverein große Verdienste.

## Publikation
- Die Sorge der Schule für das leibliche Wohl ihrer Zöglinge. Ein Vortrag. Leipzig, 1869.